# 中童镇
中童镇，是中华人民共和国江西省鹰潭市余江区下辖的一个乡镇级行政单位。

## 行政区划
中童镇下辖以下地区：
水上社区、乘龙村、爱国村、瑶池村、徐杨村、云星村、九都村、徐张村、十都村、鸭塘村、程毛村、官塘村和中童良种场生活区。